# Ma nuit au musée
Ma nuit au musée est une collection littéraire publiée par les éditions Stock, qui propose à des auteurs de passer une nuit seuls dans un musée pour y puiser de l'inspiration en parcourant librement les œuvres d'art, en vue de créer un futur ouvrage.

## Invités
- 2018 : Kamel Daoud[1]
- 2022 : Lola Lafon[2]
- 2023 : Andrea Marcolongo[3]
- 2024 : Aurélien Bellanger